# Павлухин, Геннадий Николаевич
Геннадий Николаевич Павлухин (14 ноября 1938 — 15 июня 2018) — советский и российский тренер по велоспорту; Мастер спорта СССР (1956, по конькобежному спорту), Почётный мастер спорта СССР по велоспорту (1964), Заслуженный тренер СССР (1971), Заслуженный тренер РСФСР (1970), Заслуженный работник физической культуры Российской Федерации (1991). Тренер сборной СССР по велоспорту (1971—1980).

## Биография
Родился 14 ноября 1938 года в селе Исаково Похвистневского района Самарской области.
Занимался конькобежным спортом, в 1956 году удостоен почётного звания Мастер спорта. В 1964 году стал Почётным мастером спорта по велосипедному спорту. В 1965 году участвовал в чемпионате Европы среди железнодорожников. В 1963 году окончил Омский государственный институт физической культуры.
Был старшим тренером межведомственного центра олимпийской подготовки «Сибирь». С 1971 по 1980 годы тренер сборной СССР. Подготовил знаменитых спортсменов: десятикратного чемпиона СССР, двукратного чемпиона мира Эдуарда Раппа; серебряного призёра чемпионата СССР (1983) В. Зырянова; рекордсмена СССР (1970) В. Саблукова. Принимал участие в подготовке олимпийских чемпионов (1972) И. Целовальникова, В. Семенца (тандем). Павлухин привлекался к подготовке сборной команды СССР по велоспорту к Олимпийским играм в Мюнхене (1972 год), Монреале (1976) и Москве (1980).
В 1991 году удостоен звания «Заслуженный работник физической культуры РФ».
Работал старшим тренером-преподавателем Омской областной школы высшего спортивного мастерства по велоспорту. Являлся судьей республиканской категории и постоянно работал на соревнованиях по велоспорту и триатлону.
Проживал в городе Омске. Умер 15 июня 2018 года.